# Ер Кабанбай
«Ер Кабанбай» (каз. «Ер Қабанбай») — казахский исторический эпос (жыр) о батыре Каракерей Кабанбае. Написан в XVIII веке, первые записи сделаны в XIX веке. Ранние рукописные варианты хранятся в Санкт-Петербурге (архив Н. И. Березина), Омске (архив Г. Н. Потанина), Казани (собрание университета, записано от Б. Тауекелулы). Насчитывается более 10 вариантов (исполнители К. Абжанулы, К. Омарулы, Н. Байматайулы, Б. Мергенбаев, А. Курманов, К. Адильбеков, Т. Магзиев и другие), которые распространялись под названиями «Кабанбай батыр», «Рассказ батыра Каракерей Кабанбая», «Кисса Кабанбай» и другими. Изданы вариант Нугмана «Ер Кабанбай» (1936), отрывок из собрания Потанина (1972), вариант Адильбекова в грамзаписи (1976). В основу положены события, изображающие мужество и отвагу Кабанбая в поединках с врагами. Композиционная целостность сохранена во многих вариантах. Кульминационный момент — смерть Кабанбая. Использованы мифологические мотивы. Упоминание конкретных исторических лиц, география названий свидетельствуют о реальности изображаемых событий. Главная идея — патриотический призыв к борьбе за свободу родной земли.